# José Núñez-Melo
José Núñez-Melo (né le 13 novembre 1956 à Saint-Domingue) est un homme politique canadien. Il est élu député néodémocrate de Laval lors des élections fédérales de 2011. Il est exclu du parti le 6 août 2015, peu avant les élections fédérales suivantes et rejoint le Parti vert du Canada. Il échoue ensuite à être réélu.

## Biographie
À seize ans, il termine ses études secondaires et commence à travailler. Il passe ensuite une formation en anglais langue seconde puis obtient un diplôme d’études supérieures en marketing touristique et administre un complexe hôtelier à Puerto Plata. Il immigre au Canada en 1990 et y obtient un certificat en transports (logistique) de l’université McGill en 1999 puis un baccalauréat en gestion de l’École des Hautes Études Commerciales de Montréal en 2000.
En 1994 il crée les Éditions panaméricaines, qui publient notamment un périodique en espagnol à Montréal. Quatre ans plus tard, il entre comme fonctionnaire au ministère du Revenu du Québec.

## Engagement politique
Comme fonctionnaire provincial, il est délégué du Syndicat de la fonction publique du Québec (SFPQ). De 2007 à 2008, il est président de l’Association du Nouveau Parti démocratique à Laval et est chargé du recrutement entre 2009 et 2011.
Il est candidat du Nouveau Parti démocratique dans la circonscription de Laval pour les élections fédérales de 2011. Le 2 mai 2011, à la surprise générale, il défait largement la députée bloquiste sortante Nicole Demers par 43,33% des votes contre 22,73%.

### Député de Laval
Un an après son élection il est identifié avec quelques-uns de ses collègues comme l'un des députés ayant été le moins audibles de l'opposition : il n'a en effet posé qu'une question en séance.
En novembre 2012, il dépose un projet de loi, visant à défendre les droits des voyageurs face aux transporteurs aériens, à l'image de ce qui se fait en Europe et un peu partout dans le monde. Ce projet de loi, salué par les usagers et la presse qui déclare  « qu'au moins un politicien pense que les voyageurs ont besoin de plus de protection  » est rejeté par la majorité conservatrice le 27 mars 2013, à l'étape de la seconde lecture. 
Il est membre du Comité mixte permanent de la Bibliothèque du Parlement et n'a jamais eu de fonction interne au NPD, ni de siège dans aucune commission.
En mai 2015, un passage de sa lettre de député a été traduit en arabe (deuxième langue de la circonscription) via un traducteur automatique, rendant le message incompréhensible.
Candidat à l'investiture du NPD dans la nouvelle circonscription de Vimy, il fait face à Jacinthe Gagnon, l’ex-présidente du comité des femmes du NPD, et à France Duhamel. Selon plusieurs journaux, le parti a cherché activement une candidate à lui opposer, mettant en cause son inactivité et un travail insatisfaisant,. Le 5 août 2015, Núñez-Melo donne un entretien au Devoir, il y conteste le mode de désignation des candidats. Il est exclu du parti le lendemain,.
Le 16 août 2015, José Núñez-Melo intègre le caucus des députés du Parti vert et annonce sa candidature dans la nouvelle circonscription de Vimy. Le 19 octobre 2015, il est largement défait, terminant avant-dernier avec 1275 voix et 2,36 % des suffrages.

### Résultats électoraux
|       | Candidat                | Parti              | # de voix | % des voix |
|       | Robert Malo             | Conservateur       | +06 366,  | 12,51 %    |
|       | (sortant) Nicole Demers | Bloc québécois     | +11 567,  | 22,73 %    |
|       | Eva Nassif              | Libéral            | +09 422,  | 18,51 %    |
|       | José Núñez-Melo         | NPD                | +22 050,  | 43,33 %    |
|       | Jocelyne Leduc          | Vert               | +01 260,  | 2,48 %     |
|       | Yvon Breton             | Marxiste-léniniste | +00224,   | 0,44 %     |
| Total | Total                   | Total              | 50 889    | 100 %      |